# Lista över fotbollsövergångar i Sverige vintern 2011/2012
Detta är en lista över fotbollsövergångar i Sverige vintern 2011/2012.
Endast övergångar mellan den 1 januari och 31 mars 2012 i Allsvenskan är inkluderade.

## Allsvenskan

### AIK
| Nr | Land         | Pos | Namn                                                |
| -- | ------------ | --- | --------------------------------------------------- |
|    | Sierra Leone | A   | Alhassan Kamara (från Kallon)                       |
|    | Sverige      | F   | Edward Owusu (från Brommapojkarna)                  |
|    | Togo         | MF  | Atakora Lalawelé (från Fredrikstad)                 |
|    | Sverige      | MF  | Yussuf Saleh (återvände från lån i Syrianska)       |
|    | Brasilien    | A   | Antônio Flávio (återvände från lån i São Caetano)   |
|    | Sverige      | A   | Pontus Engblom (återvände från lån i GIF Sundsvall) |
|    | Sverige      | MF  | Kevin Walker (återvände från lån i GIF Sundsvall)   |
|    | Costa Rica   | A   | Celso Borges (från Fredrikstad)                     |

| Nr | Land         | Pos | Namn                                                |
| -- | ------------ | --- | --------------------------------------------------- |
|    | Sierra Leone | A   | Alhassan Kamara (från Kallon)                       |
|    | Sverige      | F   | Edward Owusu (från Brommapojkarna)                  |
|    | Togo         | MF  | Atakora Lalawelé (från Fredrikstad)                 |
|    | Sverige      | MF  | Yussuf Saleh (återvände från lån i Syrianska)       |
|    | Brasilien    | A   | Antônio Flávio (återvände från lån i São Caetano)   |
|    | Sverige      | A   | Pontus Engblom (återvände från lån i GIF Sundsvall) |
|    | Sverige      | MF  | Kevin Walker (återvände från lån i GIF Sundsvall)   |
|    | Costa Rica   | A   | Celso Borges (från Fredrikstad)                     |

| Nr | Land                    | Pos | Namn                                       |
| -- | ----------------------- | --- | ------------------------------------------ |
|    | England                 | MF  | Kenny Pavey (fri transfer)                 |
|    | Sverige                 | MF  | Yussuf Saleh (fri transfer)                |
|    | Sverige                 | F   | Christoffer Eriksson (till Degerfors IF)   |
|    | Sverige                 | MF  | Kevin Walker (till GIF Sundsvall)          |
|    | Sverige                 | MF  | Jacob Ericsson (utlånad till Karlstad BK)  |
|    | Brasilien               | A   | Antônio Flávio (till Nanchang Hengyuan)    |
|    | Bosnien och Hercegovina | A   | Admir Catovic (kontrakt brutet)            |
|    | Ghana                   | A   | Kwame Karikari (utlånad till Degerfors IF) |

| Nr | Land                    | Pos | Namn                                       |
| -- | ----------------------- | --- | ------------------------------------------ |
|    | England                 | MF  | Kenny Pavey (fri transfer)                 |
|    | Sverige                 | MF  | Yussuf Saleh (fri transfer)                |
|    | Sverige                 | F   | Christoffer Eriksson (till Degerfors IF)   |
|    | Sverige                 | MF  | Kevin Walker (till GIF Sundsvall)          |
|    | Sverige                 | MF  | Jacob Ericsson (utlånad till Karlstad BK)  |
|    | Brasilien               | A   | Antônio Flávio (till Nanchang Hengyuan)    |
|    | Bosnien och Hercegovina | A   | Admir Catovic (kontrakt brutet)            |
|    | Ghana                   | A   | Kwame Karikari (utlånad till Degerfors IF) |

### Djurgårdens IF
| Nr | Land      | Pos | Namn                                                           |
| -- | --------- | --- | -------------------------------------------------------------- |
| 3  | Danmark   | F   | Marc Pedersen (från Vejle)                                     |
| 4  | Ghana     | MF  | Yussif Chibsah (från Gefle IF)                                 |
| 7  | Sverige   | MF  | Martin Broberg (från Degerfors IF)                             |
| 8  | England   | A   | James Keene (inlånad från IF Elfsborg)                         |
| 9  | Brasilien | A   | Ricardo Santos (från Kalmar FF)                                |
| 15 | USA       | MF  | Brian Span (från Virginia Cavaliers)                           |
| 19 | Sverige   | MF  | Nahir Oyal (från Syrianska)                                    |
| 20 | Sverige   | F   | Andreas Dahlén (från FSV Frankfurt)                            |
| 21 | Danmark   | MV  | Kasper Jensen (från FC Midtjylland)                            |
| 30 | Sverige   | MV  | Christoffer Matwiejew (återvände från lån i Sollentuna United) |
| 32 | Sverige   | A   | Carl Björk (återvände från lån i Jönköpings Södra)             |

| Nr | Land      | Pos | Namn                                                           |
| -- | --------- | --- | -------------------------------------------------------------- |
| 3  | Danmark   | F   | Marc Pedersen (från Vejle)                                     |
| 4  | Ghana     | MF  | Yussif Chibsah (från Gefle IF)                                 |
| 7  | Sverige   | MF  | Martin Broberg (från Degerfors IF)                             |
| 8  | England   | A   | James Keene (inlånad från IF Elfsborg)                         |
| 9  | Brasilien | A   | Ricardo Santos (från Kalmar FF)                                |
| 15 | USA       | MF  | Brian Span (från Virginia Cavaliers)                           |
| 19 | Sverige   | MF  | Nahir Oyal (från Syrianska)                                    |
| 20 | Sverige   | F   | Andreas Dahlén (från FSV Frankfurt)                            |
| 21 | Danmark   | MV  | Kasper Jensen (från FC Midtjylland)                            |
| 30 | Sverige   | MV  | Christoffer Matwiejew (återvände från lån i Sollentuna United) |
| 32 | Sverige   | A   | Carl Björk (återvände från lån i Jönköpings Södra)             |

| Nr | Land         | Pos | Namn                                                      |
| -- | ------------ | --- | --------------------------------------------------------- |
|    | Sverige      | A   | Mattias Jonson (slutar)                                   |
|    | Gambia       | MV  | Pa Dembo Touray (fri transfer)                            |
|    | Burkina Faso | MF  | Adama Guira (fri transfer)                                |
|    | Sierra Leone | MV  | Mehdi Khalil (fri transfer)                               |
|    | Nigeria      | MF  | Prince Ikpe Ekong (fri transfer)                          |
|    | Sverige      | F   | André Calisir (fri transfer)                              |
|    | Danmark      | A   | Nicolaj Agger (återvände från lån till Brøndby)           |
|    | Sverige      | F   | Rtawi Mecconen (fri transfer)                             |
|    | Kroatien     | MF  | Hrvoje Milić (kontrakt brutet)                            |
|    | Zambia       | MF  | Boyd Mwila (kontrakt brutet)                              |
|    | Ghana        | MF  | Imoro Adam (återvände från lån till International Allies) |
|    | Ghana        | MF  | Gabriel Ahmed (fri transfer)                              |
|    | Serbien      | F   | Danilo Kuzmanovic (till FK Rad)                           |
|    | Sverige      | A   | Johan Oremo (till Gefle IF)                               |
|    | Sverige      | A   | Carl Björk (utlånad till IK Brage)                        |
|    | Finland      | F   | Jani Lyyski (till IFK Mariehamn)                          |
|    | Benin        | F   | Yosif Ayuba (utlånad till Väsby United)                   |

| Nr | Land         | Pos | Namn                                                      |
| -- | ------------ | --- | --------------------------------------------------------- |
|    | Sverige      | A   | Mattias Jonson (slutar)                                   |
|    | Gambia       | MV  | Pa Dembo Touray (fri transfer)                            |
|    | Burkina Faso | MF  | Adama Guira (fri transfer)                                |
|    | Sierra Leone | MV  | Mehdi Khalil (fri transfer)                               |
|    | Nigeria      | MF  | Prince Ikpe Ekong (fri transfer)                          |
|    | Sverige      | F   | André Calisir (fri transfer)                              |
|    | Danmark      | A   | Nicolaj Agger (återvände från lån till Brøndby)           |
|    | Sverige      | F   | Rtawi Mecconen (fri transfer)                             |
|    | Kroatien     | MF  | Hrvoje Milić (kontrakt brutet)                            |
|    | Zambia       | MF  | Boyd Mwila (kontrakt brutet)                              |
|    | Ghana        | MF  | Imoro Adam (återvände från lån till International Allies) |
|    | Ghana        | MF  | Gabriel Ahmed (fri transfer)                              |
|    | Serbien      | F   | Danilo Kuzmanovic (till FK Rad)                           |
|    | Sverige      | A   | Johan Oremo (till Gefle IF)                               |
|    | Sverige      | A   | Carl Björk (utlånad till IK Brage)                        |
|    | Finland      | F   | Jani Lyyski (till IFK Mariehamn)                          |
|    | Benin        | F   | Yosif Ayuba (utlånad till Väsby United)                   |

### IF Elfsborg
| Nr | Land    | Pos | Namn                                                  |
| -- | ------- | --- | ----------------------------------------------------- |
|    | Sverige | A   | Joel Johansson (återvände från lån i Halmstad)        |
|    | Sverige | MF  | Viktor Claesson (från IFK Värnamo)                    |
|    | Sverige | F   | Stefan Larsson (från Kalmar FF)                       |
|    | England | A   | James Keene (återvände från lån i Fredrikstad)        |
|    | Sverige | MF  | Jesper Florén (återvände från lån i GAIS)             |
|    | Nigeria | A   | Mohammed Abdulrahman (återvände från lån i GAIS)      |
|    | Sverige | F   | Anders Wikström (återvände från lån i IFK Norrköping) |
|    | Sverige | MF  | Anton Wede (återvände från lån i Falkenberg)          |
|    | Sverige | F   | Anton Lans (återvände från lån i Falkenberg)          |
|    | Sverige | A   | Zlatan Krizanović (återvände från lån i Falkenberg)   |
|    | Norge   | MF  | Joackim Jørgensen (från Sarpsborg 08)                 |
|    | Danmark | MV  | Kevin Stuhr Ellegaard (fri transfer)                  |
|    | Norge   | MV  | Kenneth Høie (från IK Start)                          |
|    | Island  | F   | Skúli Jón Friðgeirsson (från KR Reykjavík)            |

| Nr | Land    | Pos | Namn                                                  |
| -- | ------- | --- | ----------------------------------------------------- |
|    | Sverige | A   | Joel Johansson (återvände från lån i Halmstad)        |
|    | Sverige | MF  | Viktor Claesson (från IFK Värnamo)                    |
|    | Sverige | F   | Stefan Larsson (från Kalmar FF)                       |
|    | England | A   | James Keene (återvände från lån i Fredrikstad)        |
|    | Sverige | MF  | Jesper Florén (återvände från lån i GAIS)             |
|    | Nigeria | A   | Mohammed Abdulrahman (återvände från lån i GAIS)      |
|    | Sverige | F   | Anders Wikström (återvände från lån i IFK Norrköping) |
|    | Sverige | MF  | Anton Wede (återvände från lån i Falkenberg)          |
|    | Sverige | F   | Anton Lans (återvände från lån i Falkenberg)          |
|    | Sverige | A   | Zlatan Krizanović (återvände från lån i Falkenberg)   |
|    | Norge   | MF  | Joackim Jørgensen (från Sarpsborg 08)                 |
|    | Danmark | MV  | Kevin Stuhr Ellegaard (fri transfer)                  |
|    | Norge   | MV  | Kenneth Høie (från IK Start)                          |
|    | Island  | F   | Skúli Jón Friðgeirsson (från KR Reykjavík)            |

| Nr | Land       | Pos | Namn                                        |
| -- | ---------- | --- | ------------------------------------------- |
|    | Australien | MV  | Ante Čović (till Victory FC)                |
|    | Sverige    | F   | Johan Karlsson (slutar)                     |
|    | Sverige    | MF  | Daniel Nordmark (fri transfer)              |
|    | Sverige    | F   | Elmin Kurbegović (fri transfer)             |
|    | England    | A   | James Keene (utlånad till Djurgårdens IF)   |
|    | Sverige    | MF  | Anton Wede (utlånad till Falkenberg)        |
|    | Sverige    | F   | Anton Lans (utlånad till Falkenberg)        |
|    | Danmark    | MV  | Jesper Christiansen (till Odense Boldklub)  |
|    | Sverige    | A   | Richard Yarsuvat (utlånad till IFK Värnamo) |
|    | Sverige    | MF  | Martin Ericsson (utlånad till BK Häcken)    |
|    | Sverige    | F   | Anders Wikström (utlånad till Mjällby AIF)  |
|    | Sverige    | A   | Joel Johansson (till BK Häcken)             |
|    | Sverige    | MF  | Jesper Florén (till GAIS)                   |

| Nr | Land       | Pos | Namn                                        |
| -- | ---------- | --- | ------------------------------------------- |
|    | Australien | MV  | Ante Čović (till Victory FC)                |
|    | Sverige    | F   | Johan Karlsson (slutar)                     |
|    | Sverige    | MF  | Daniel Nordmark (fri transfer)              |
|    | Sverige    | F   | Elmin Kurbegović (fri transfer)             |
|    | England    | A   | James Keene (utlånad till Djurgårdens IF)   |
|    | Sverige    | MF  | Anton Wede (utlånad till Falkenberg)        |
|    | Sverige    | F   | Anton Lans (utlånad till Falkenberg)        |
|    | Danmark    | MV  | Jesper Christiansen (till Odense Boldklub)  |
|    | Sverige    | A   | Richard Yarsuvat (utlånad till IFK Värnamo) |
|    | Sverige    | MF  | Martin Ericsson (utlånad till BK Häcken)    |
|    | Sverige    | F   | Anders Wikström (utlånad till Mjällby AIF)  |
|    | Sverige    | A   | Joel Johansson (till BK Häcken)             |
|    | Sverige    | MF  | Jesper Florén (till GAIS)                   |

### GAIS
| Nr | Land    | Pos | Namn                                                   |
| -- | ------- | --- | ------------------------------------------------------ |
|    | Sverige | MF  | Sandeep Mankoo (återvände från lån i Qviding)          |
|    | Sverige | F   | Johan Rundqvist (återvände från lån i Qviding)         |
|    | Island  | MF  | Hallgrímur Jónasson (återvände från lån i SønderjyskE) |
|    | Sverige | MF  | Johan Pettersson (återvände från lån i Varbergs BoIS)  |
|    | Sverige | A   | Joakim Edström (återvände från lån i Varbergs BoIS)    |
|    | Sverige | MF  | Erik Berthagen (återvände från lån i Varbergs BoIS)    |
|    | Nigeria | A   | Peter Ijeh (från Syrianska)                            |
|    | Sverige | MF  | Jakob Olsson (från Örgryte IS)                         |
|    | Sverige | MF  | Jeffrey Aubynn (fri transfer)                          |
|    | Sverige | MF  | Jesper Florén (från IF Elfsborg)                       |
|    | Sverige | MF  | Mervan Celik (fri transfer)                            |
|    | Sverige | MV  | Kalle Videhult (från Rynninge IK)                      |

| Nr | Land    | Pos | Namn                                                   |
| -- | ------- | --- | ------------------------------------------------------ |
|    | Sverige | MF  | Sandeep Mankoo (återvände från lån i Qviding)          |
|    | Sverige | F   | Johan Rundqvist (återvände från lån i Qviding)         |
|    | Island  | MF  | Hallgrímur Jónasson (återvände från lån i SønderjyskE) |
|    | Sverige | MF  | Johan Pettersson (återvände från lån i Varbergs BoIS)  |
|    | Sverige | A   | Joakim Edström (återvände från lån i Varbergs BoIS)    |
|    | Sverige | MF  | Erik Berthagen (återvände från lån i Varbergs BoIS)    |
|    | Nigeria | A   | Peter Ijeh (från Syrianska)                            |
|    | Sverige | MF  | Jakob Olsson (från Örgryte IS)                         |
|    | Sverige | MF  | Jeffrey Aubynn (fri transfer)                          |
|    | Sverige | MF  | Jesper Florén (från IF Elfsborg)                       |
|    | Sverige | MF  | Mervan Celik (fri transfer)                            |
|    | Sverige | MV  | Kalle Videhult (från Rynninge IK)                      |

| Nr | Land    | Pos | Namn                                                    |
| -- | ------- | --- | ------------------------------------------------------- |
|    | Sverige | MF  | Mervan Celik (fri transfer)                             |
|    | Sverige | MF  | Jesper Florén (återvände från lån till Elfsborg)        |
|    | Nigeria | A   | Mohammed Abdulrahman (återvände från lån till Elfsborg) |
|    | Sverige | F   | Jonas Lundén (slutar)                                   |
|    | Island  | MF  | Hallgrímur Jónasson (till SønderjyskE)                  |
|    | Sverige | F   | Johan Rundqvist (kontrakt brutet)                       |
|    | Sverige | MF  | Jonas Lindberg (utlånad till Varbergs BoIS)             |
|    | Sverige | F   | Erik Berthagen (utlånad till Utsiktens BK)              |
|    | Sverige | MF  | Johan Pettersson (utlånad till Örgryte IS)              |
|    | Sverige | A   | Gzim Istrefi (utlånad till Ljungskile SK)               |

| Nr | Land    | Pos | Namn                                                    |
| -- | ------- | --- | ------------------------------------------------------- |
|    | Sverige | MF  | Mervan Celik (fri transfer)                             |
|    | Sverige | MF  | Jesper Florén (återvände från lån till Elfsborg)        |
|    | Nigeria | A   | Mohammed Abdulrahman (återvände från lån till Elfsborg) |
|    | Sverige | F   | Jonas Lundén (slutar)                                   |
|    | Island  | MF  | Hallgrímur Jónasson (till SønderjyskE)                  |
|    | Sverige | F   | Johan Rundqvist (kontrakt brutet)                       |
|    | Sverige | MF  | Jonas Lindberg (utlånad till Varbergs BoIS)             |
|    | Sverige | F   | Erik Berthagen (utlånad till Utsiktens BK)              |
|    | Sverige | MF  | Johan Pettersson (utlånad till Örgryte IS)              |
|    | Sverige | A   | Gzim Istrefi (utlånad till Ljungskile SK)               |

### Gefle IF
| Nr | Land    | Pos | Namn                                                  |
| -- | ------- | --- | ----------------------------------------------------- |
|    | Sverige | MF  | Alexander Faltsetas (från IFK Göteborg)               |
|    | Sverige | A   | Marcus Hägg (återvände från lån i Strömsbergs IF)     |
|    | Sverige | MV  | Tobias Skärberg (återvände från lån i Strömsbergs IF) |
|    | Sverige | F   | Linus Malmborg (från Vasalund)                        |
|    | Sverige | A   | Johan Svantesson (från Vara SK)                       |
|    | Sverige | A   | Johan Oremo (från Djurgårdens IF)                     |
|    | Sverige | F   | William Lundin (från IFK Göteborg)                    |
|    | Sverige | F   | David Fällman (fri transfer)                          |

| Nr | Land    | Pos | Namn                                                  |
| -- | ------- | --- | ----------------------------------------------------- |
|    | Sverige | MF  | Alexander Faltsetas (från IFK Göteborg)               |
|    | Sverige | A   | Marcus Hägg (återvände från lån i Strömsbergs IF)     |
|    | Sverige | MV  | Tobias Skärberg (återvände från lån i Strömsbergs IF) |
|    | Sverige | F   | Linus Malmborg (från Vasalund)                        |
|    | Sverige | A   | Johan Svantesson (från Vara SK)                       |
|    | Sverige | A   | Johan Oremo (från Djurgårdens IF)                     |
|    | Sverige | F   | William Lundin (från IFK Göteborg)                    |
|    | Sverige | F   | David Fällman (fri transfer)                          |

| Nr | Land                    | Pos | Namn                                 |
| -- | ----------------------- | --- | ------------------------------------ |
|    | Ghana                   | MF  | Yussif Chibsah (till Djurgårdens IF) |
|    | Sverige                 | F   | Daniel Theorin (till Hammarby IF)    |
|    | Montenegro              | MF  | Suad Gruda (fri transfer)            |
|    | Sverige                 | MF  | Daniel Leino (till Strömsbergs IF)   |
|    | Bosnien och Hercegovina | A   | Dragan Kapčević (till IK Brage)      |

| Nr | Land                    | Pos | Namn                                 |
| -- | ----------------------- | --- | ------------------------------------ |
|    | Ghana                   | MF  | Yussif Chibsah (till Djurgårdens IF) |
|    | Sverige                 | F   | Daniel Theorin (till Hammarby IF)    |
|    | Montenegro              | MF  | Suad Gruda (fri transfer)            |
|    | Sverige                 | MF  | Daniel Leino (till Strömsbergs IF)   |
|    | Bosnien och Hercegovina | A   | Dragan Kapčević (till IK Brage)      |

### IFK Göteborg
| Nr | Land      | Pos | Namn                                                  |
| -- | --------- | --- | ----------------------------------------------------- |
|    | Brasilien | A   | Daniel Sobralense (från Kalmar FF)                    |
|    | Sverige   | MV  | John Alvbåge (från Örebro)                            |
|    | Sverige   | MF  | Alexander Faltsetas (återvände från lån i Brage)      |
|    | Sverige   | A   | Niklas Bärkroth (återvände från lån i Brommapojkarna) |
|    | Sverige   | A   | Pär Ericsson (återvände från lån i Mjällby)           |
|    | Sverige   | MF  | Thomas Olsson (återvände från lån i Åtvidaberg)       |
|    | Norge     | F   | Kjetil Wæhler (från AaB)                              |
|    | Sverige   | MF  | Nordin Gerzic (från Örebro SK)                        |
|    | Sverige   | MF  | Pontus Farnerud (från Stabæk)                         |

| Nr | Land      | Pos | Namn                                                  |
| -- | --------- | --- | ----------------------------------------------------- |
|    | Brasilien | A   | Daniel Sobralense (från Kalmar FF)                    |
|    | Sverige   | MV  | John Alvbåge (från Örebro)                            |
|    | Sverige   | MF  | Alexander Faltsetas (återvände från lån i Brage)      |
|    | Sverige   | A   | Niklas Bärkroth (återvände från lån i Brommapojkarna) |
|    | Sverige   | A   | Pär Ericsson (återvände från lån i Mjällby)           |
|    | Sverige   | MF  | Thomas Olsson (återvände från lån i Åtvidaberg)       |
|    | Norge     | F   | Kjetil Wæhler (från AaB)                              |
|    | Sverige   | MF  | Nordin Gerzic (från Örebro SK)                        |
|    | Sverige   | MF  | Pontus Farnerud (från Stabæk)                         |

| Nr | Land    | Pos | Namn                                         |
| -- | ------- | --- | -------------------------------------------- |
|    | Sverige | MF  | Thomas Olsson (slutar)                       |
|    | Sverige | MF  | Kamal Mustafa (fri transfer)                 |
|    | Sverige | MF  | Alexander Faltsetas (till Gefle IF)          |
|    | Sverige | A   | Andreas Drugge (till BK Häcken)              |
|    | Sverige | F   | Karl Svensson (till Jönköpings Södra)        |
|    | Sverige | F   | Adam Johansson (till Seattle Sounders FC)    |
|    | Sverige | MV  | Marcus Sandberg (utlånad till Ljungskile SK) |
|    | Sverige | MF  | Elmar Bjarnason (till Randers FC)            |
|    | Sverige | A   | Nicklas Bärkroth (utlånad till UD Leiria)    |
|    | Sverige | A   | Pär Ericsson (utlånad till Mjällby AIF)      |

| Nr | Land    | Pos | Namn                                         |
| -- | ------- | --- | -------------------------------------------- |
|    | Sverige | MF  | Thomas Olsson (slutar)                       |
|    | Sverige | MF  | Kamal Mustafa (fri transfer)                 |
|    | Sverige | MF  | Alexander Faltsetas (till Gefle IF)          |
|    | Sverige | A   | Andreas Drugge (till BK Häcken)              |
|    | Sverige | F   | Karl Svensson (till Jönköpings Södra)        |
|    | Sverige | F   | Adam Johansson (till Seattle Sounders FC)    |
|    | Sverige | MV  | Marcus Sandberg (utlånad till Ljungskile SK) |
|    | Sverige | MF  | Elmar Bjarnason (till Randers FC)            |
|    | Sverige | A   | Nicklas Bärkroth (utlånad till UD Leiria)    |
|    | Sverige | A   | Pär Ericsson (utlånad till Mjällby AIF)      |

### Helsingborgs IF
| Nr | Land    | Pos | Namn                                               |
| -- | ------- | --- | -------------------------------------------------- |
|    | Sverige | MV  | Oscar Berglund (återvände från lån i Assyriska FF) |
|    | Sverige | MV  | Hampus Nilsson (återvände från lån i IFK Värnamo)  |
|    | Sverige | A   | Mohamed Ramadan (återvände från lån i Ängelholm)   |
|    | Sverige | MF  | Abdul Khalili (återvände från lån i IFK Värnamo)   |
|    | Sverige | MF  | Marcus Bergholtz (återvände från lån i Stabæk)     |
|    | Sverige | MF  | Daniel Nordmark (från IF Elfsborg)                 |
|    | Finland | F   | Jere Uronen (från TPS)                             |
|    | Sverige | F   | Emil Krafth (från Öster)                           |
|    | Sverige | MF  | Loret Sadiku (från IFK Värnamo)                    |
|    | Sverige | A   | Alfreð Finnbogason (inlånad från Lokeren)          |

| Nr | Land    | Pos | Namn                                               |
| -- | ------- | --- | -------------------------------------------------- |
|    | Sverige | MV  | Oscar Berglund (återvände från lån i Assyriska FF) |
|    | Sverige | MV  | Hampus Nilsson (återvände från lån i IFK Värnamo)  |
|    | Sverige | A   | Mohamed Ramadan (återvände från lån i Ängelholm)   |
|    | Sverige | MF  | Abdul Khalili (återvände från lån i IFK Värnamo)   |
|    | Sverige | MF  | Marcus Bergholtz (återvände från lån i Stabæk)     |
|    | Sverige | MF  | Daniel Nordmark (från IF Elfsborg)                 |
|    | Finland | F   | Jere Uronen (från TPS)                             |
|    | Sverige | F   | Emil Krafth (från Öster)                           |
|    | Sverige | MF  | Loret Sadiku (från IFK Värnamo)                    |
|    | Sverige | A   | Alfreð Finnbogason (inlånad från Lokeren)          |

| Nr | Land    | Pos | Namn                                                 |
| -- | ------- | --- | ---------------------------------------------------- |
|    | Norge   | MF  | Jørgen Skjelvik (återvände från lån till Stabæk)     |
|    | Sverige | MF  | Sebastian Carlsén (återvände från lån till Inter)    |
|    | Island  | MF  | Guðjón Pétur Lýðsson (återvände från lån till Valur) |
|    | Sverige | MF  | Simon Thern (till Malmö FF)                          |
|    | Sverige | F   | Markus Holgersson (fri transfer)                     |
|    | Sverige | MV  | Oscar Berglund (till GIF Sundsvall)                  |
|    | Finland | F   | Hannu Patronen (till Sogndal)                        |
|    | Sverige | A   | Mohamed Ramadan (utlånad till Trelleborgs FF)        |
|    | Sverige | MF  | Johan Eiswohld (till Ängelholms FF)                  |
|    | Sverige | A   | Lucas Ohlander (utlånad till Östers IF)              |

| Nr | Land    | Pos | Namn                                                 |
| -- | ------- | --- | ---------------------------------------------------- |
|    | Norge   | MF  | Jørgen Skjelvik (återvände från lån till Stabæk)     |
|    | Sverige | MF  | Sebastian Carlsén (återvände från lån till Inter)    |
|    | Island  | MF  | Guðjón Pétur Lýðsson (återvände från lån till Valur) |
|    | Sverige | MF  | Simon Thern (till Malmö FF)                          |
|    | Sverige | F   | Markus Holgersson (fri transfer)                     |
|    | Sverige | MV  | Oscar Berglund (till GIF Sundsvall)                  |
|    | Finland | F   | Hannu Patronen (till Sogndal)                        |
|    | Sverige | A   | Mohamed Ramadan (utlånad till Trelleborgs FF)        |
|    | Sverige | MF  | Johan Eiswohld (till Ängelholms FF)                  |
|    | Sverige | A   | Lucas Ohlander (utlånad till Östers IF)              |

### BK Häcken
| Nr | Land     | Pos | Namn                                       |
| -- | -------- | --- | ------------------------------------------ |
|    | Sverige  | A   | Andreas Drugge (från IFK Göteborg)         |
|    | Honduras | A   | Eddie Hernández (inlånad från CD Platense) |
|    | Sverige  | MF  | Martin Ericsson (inlånad från IF Elfsborg) |
|    | Sverige  | A   | Joel Johansson (från IF Elfsborg)          |

| Nr | Land     | Pos | Namn                                       |
| -- | -------- | --- | ------------------------------------------ |
|    | Sverige  | A   | Andreas Drugge (från IFK Göteborg)         |
|    | Honduras | A   | Eddie Hernández (inlånad från CD Platense) |
|    | Sverige  | MF  | Martin Ericsson (inlånad från IF Elfsborg) |
|    | Sverige  | A   | Joel Johansson (från IF Elfsborg)          |

| Nr | Land      | Pos | Namn                                  |
| -- | --------- | --- | ------------------------------------- |
|    | Sverige   | MF  | Peter Nyström (till Halmstads BK)     |
|    | Sverige   | MV  | Sebastian Frick (fri transfer)        |
|    | Brasilien | A   | Maranhão (till Cruzeiro)              |
|    | Sverige   | F   | Daniel Janevski (till FC Trollhättan) |

| Nr | Land      | Pos | Namn                                  |
| -- | --------- | --- | ------------------------------------- |
|    | Sverige   | MF  | Peter Nyström (till Halmstads BK)     |
|    | Sverige   | MV  | Sebastian Frick (fri transfer)        |
|    | Brasilien | A   | Maranhão (till Cruzeiro)              |
|    | Sverige   | F   | Daniel Janevski (till FC Trollhättan) |

### Kalmar FF
| Nr | Land       | Pos | Namn                                     |
| -- | ---------- | --- | ---------------------------------------- |
|    | Senegal    | A   | Pape Alioune Diouf (från Dakar UC)       |
|    | Zimbabwe   | MF  | Archieford Gutu (från Dynamos FC)        |
|    | Norge      | F   | Mats Solheim (från Sogndal)              |
|    | Costa Rica | A   | Jonathan McDonald (från Alajuelense)     |
|    | Norge      | MF  | Jørgen Skjelvik (från Stabæk)            |
|    | Sverige    | A   | Sebastian Andersson (från Ängelholms FF) |
|    | Serbien    | F   | Nenad Đorđević (från Krylia Sovetov)     |

| Nr | Land       | Pos | Namn                                     |
| -- | ---------- | --- | ---------------------------------------- |
|    | Senegal    | A   | Pape Alioune Diouf (från Dakar UC)       |
|    | Zimbabwe   | MF  | Archieford Gutu (från Dynamos FC)        |
|    | Norge      | F   | Mats Solheim (från Sogndal)              |
|    | Costa Rica | A   | Jonathan McDonald (från Alajuelense)     |
|    | Norge      | MF  | Jørgen Skjelvik (från Stabæk)            |
|    | Sverige    | A   | Sebastian Andersson (från Ängelholms FF) |
|    | Serbien    | F   | Nenad Đorđević (från Krylia Sovetov)     |

| Nr | Land       | Pos | Namn                                  |
| -- | ---------- | --- | ------------------------------------- |
|    | Brasilien  | A   | Daniel Sobralense (till IFK Göteborg) |
|    | Sverige    | F   | Stefan Larsson (till IF Elfsborg)     |
|    | Brasilien  | A   | Marcel Sacramento (fri transfer)      |
|    | Brasilien  | A   | Ricardo Santos (fri transfer)         |
|    | Nordirland | MF  | Daryl Smylie (till Jönköpings Södra)  |
|    | Sverige    | MV  | Zlatan Azinović (fri transfer)        |
|    | Kosovo     | MF  | Alban Dragusha (fri transfer)         |
|    | Sverige    | F   | Mattias Johansson (till AZ)           |
|    | Sverige    | MF  | Hampus Bohman (utlånad till Umeå FC)  |

| Nr | Land       | Pos | Namn                                  |
| -- | ---------- | --- | ------------------------------------- |
|    | Brasilien  | A   | Daniel Sobralense (till IFK Göteborg) |
|    | Sverige    | F   | Stefan Larsson (till IF Elfsborg)     |
|    | Brasilien  | A   | Marcel Sacramento (fri transfer)      |
|    | Brasilien  | A   | Ricardo Santos (fri transfer)         |
|    | Nordirland | MF  | Daryl Smylie (till Jönköpings Södra)  |
|    | Sverige    | MV  | Zlatan Azinović (fri transfer)        |
|    | Kosovo     | MF  | Alban Dragusha (fri transfer)         |
|    | Sverige    | F   | Mattias Johansson (till AZ)           |
|    | Sverige    | MF  | Hampus Bohman (utlånad till Umeå FC)  |

### Malmö FF
| Nr | Land    | Pos | Namn                                                    |
| -- | ------- | --- | ------------------------------------------------------- |
|    | Sverige | MV  | Dejan Garača (återvände från lån i Limhamn Bunkeflo)    |
|    | Sverige | F   | Filip Stenström (återvände från lån i Limhamn Bunkeflo) |
|    | Danmark | MV  | Robin Olsen (från IFK Klagshamn)                        |
|    | Sverige | MF  | Erik Friberg (från Seattle Sounders)                    |
|    | Sverige | MF  | Simon Thern (från Helsingborgs IF)                      |
|    | Sverige | MV  | Viktor Noring (inlånad från Trelleborgs FF)             |

| Nr | Land    | Pos | Namn                                                    |
| -- | ------- | --- | ------------------------------------------------------- |
|    | Sverige | MV  | Dejan Garača (återvände från lån i Limhamn Bunkeflo)    |
|    | Sverige | F   | Filip Stenström (återvände från lån i Limhamn Bunkeflo) |
|    | Danmark | MV  | Robin Olsen (från IFK Klagshamn)                        |
|    | Sverige | MF  | Erik Friberg (från Seattle Sounders)                    |
|    | Sverige | MF  | Simon Thern (från Helsingborgs IF)                      |
|    | Sverige | MV  | Viktor Noring (inlånad från Trelleborgs FF)             |

| Nr | Land     | Pos | Namn                                      |
| -- | -------- | --- | ----------------------------------------- |
|    | Sverige  | A   | Agon Mehmeti (till Palermo)               |
|    | Sverige  | MV  | Dejan Garača (fri transfer)               |
|    | Tjeckien | MV  | Dušan Melichárek (fri transfer)           |
|    | Serbien  | MF  | Miljan Mutavdžić (till FK Radnički 1923)  |
|    | Portugal | F   | Yago Fernández (fri transfer)             |
|    | Sverige  | MF  | Jeffrey Aubynn (fri transfer)             |
|    | Sverige  | F   | Tobias Malm (utlånad till Trelleborgs FF) |

| Nr | Land     | Pos | Namn                                      |
| -- | -------- | --- | ----------------------------------------- |
|    | Sverige  | A   | Agon Mehmeti (till Palermo)               |
|    | Sverige  | MV  | Dejan Garača (fri transfer)               |
|    | Tjeckien | MV  | Dušan Melichárek (fri transfer)           |
|    | Serbien  | MF  | Miljan Mutavdžić (till FK Radnički 1923)  |
|    | Portugal | F   | Yago Fernández (fri transfer)             |
|    | Sverige  | MF  | Jeffrey Aubynn (fri transfer)             |
|    | Sverige  | F   | Tobias Malm (utlånad till Trelleborgs FF) |

### Mjällby AIF
| Nr | Land    | Pos | Namn                                       |
| -- | ------- | --- | ------------------------------------------ |
|    | Serbien | MF  | Haris Radetinac (från Åtvidaberg)          |
|    | Sverige | F   | Mahmut Özen (från Varbergs BoIS)           |
|    | Sverige | F   | Victor Agardius (från Kristianstads FF)    |
|    | Angola  | MF  | Dominique Kivuvu (inlånad från CFR Cluj)   |
|    | Sverige | A   | Marcus Pode (från Trelleborgs FF)          |
|    | Sverige | F   | Anders Wikström (inlånad från IF Elfsborg) |
|    | Sverige | A   | Pär Ericsson (inlånad från IFK Göteborg)   |
|    | Nigeria | F   | Gbenga Arokoyo (fri transfer)              |

| Nr | Land    | Pos | Namn                                       |
| -- | ------- | --- | ------------------------------------------ |
|    | Serbien | MF  | Haris Radetinac (från Åtvidaberg)          |
|    | Sverige | F   | Mahmut Özen (från Varbergs BoIS)           |
|    | Sverige | F   | Victor Agardius (från Kristianstads FF)    |
|    | Angola  | MF  | Dominique Kivuvu (inlånad från CFR Cluj)   |
|    | Sverige | A   | Marcus Pode (från Trelleborgs FF)          |
|    | Sverige | F   | Anders Wikström (inlånad från IF Elfsborg) |
|    | Sverige | A   | Pär Ericsson (inlånad från IFK Göteborg)   |
|    | Nigeria | F   | Gbenga Arokoyo (fri transfer)              |

| Nr | Land    | Pos | Namn                                             |
| -- | ------- | --- | ------------------------------------------------ |
|    | Sverige | MV  | Simon Svensson (fri transfer)                    |
|    | Sverige | MF  | David Löfquist (till Parma)                      |
|    | Sverige | F   | Jesper Westerberg (till Lillestrøm SK)           |
|    | Sverige | MF  | Johan Svensson (utlånad till Kristianstads FF)   |
|    | Sverige | MF  | Emanuel Svensson (utlånad till Kristianstads FF) |

| Nr | Land    | Pos | Namn                                             |
| -- | ------- | --- | ------------------------------------------------ |
|    | Sverige | MV  | Simon Svensson (fri transfer)                    |
|    | Sverige | MF  | David Löfquist (till Parma)                      |
|    | Sverige | F   | Jesper Westerberg (till Lillestrøm SK)           |
|    | Sverige | MF  | Johan Svensson (utlånad till Kristianstads FF)   |
|    | Sverige | MF  | Emanuel Svensson (utlånad till Kristianstads FF) |

### IFK Norrköping
| Nr | Land      | Pos | Namn                                    |
| -- | --------- | --- | --------------------------------------- |
|    | Gambia    | A   | Modou Barrow (från Mjölby Södra)        |
|    | Norge     | F   | Morten Skjønsberg (från Stabæk)         |
|    | Sverige   | MF  | Andreas Johansson (från VfL Bochum)     |
|    | Luxemburg | MF  | Lars Gerson (från Kongsvinger)          |
|    | Sverige   | MV  | Andreas Lindberg (från Ranheim Fotball) |

| Nr | Land      | Pos | Namn                                    |
| -- | --------- | --- | --------------------------------------- |
|    | Gambia    | A   | Modou Barrow (från Mjölby Södra)        |
|    | Norge     | F   | Morten Skjønsberg (från Stabæk)         |
|    | Sverige   | MF  | Andreas Johansson (från VfL Bochum)     |
|    | Luxemburg | MF  | Lars Gerson (från Kongsvinger)          |
|    | Sverige   | MV  | Andreas Lindberg (från Ranheim Fotball) |

| Nr | Land      | Pos | Namn                                               |
| -- | --------- | --- | -------------------------------------------------- |
|    | Moldavien | MF  | Petru Racu (fri transfer)                          |
|    | Sverige   | F   | Anders Whass (slutar)                              |
|    | Sverige   | A   | Andreas Haglund (fri transfer)                     |
|    | Malawi    | A   | Russell Mwafulirwa (fri transfer)                  |
|    | Sverige   | F   | Anders Wikström (återvände från lån till Elfsborg) |
|    | Sverige   | MV  | Niklas Westberg (till IF Brommapojkarna)           |
|    | Sverige   | F   | Viktor Rönneklev (till Jönköpings Södra)           |
|    | Brasilien | F   | Caio Mendes (till IK Brage)                        |
|    | Brasilien | A   | Bruno Santos (utlånad till Ljungskile SK)          |
|    | Sverige   | MF  | Riki Cakić (utlånad till Ljungskile SK)            |

| Nr | Land      | Pos | Namn                                               |
| -- | --------- | --- | -------------------------------------------------- |
|    | Moldavien | MF  | Petru Racu (fri transfer)                          |
|    | Sverige   | F   | Anders Whass (slutar)                              |
|    | Sverige   | A   | Andreas Haglund (fri transfer)                     |
|    | Malawi    | A   | Russell Mwafulirwa (fri transfer)                  |
|    | Sverige   | F   | Anders Wikström (återvände från lån till Elfsborg) |
|    | Sverige   | MV  | Niklas Westberg (till IF Brommapojkarna)           |
|    | Sverige   | F   | Viktor Rönneklev (till Jönköpings Södra)           |
|    | Brasilien | F   | Caio Mendes (till IK Brage)                        |
|    | Brasilien | A   | Bruno Santos (utlånad till Ljungskile SK)          |
|    | Sverige   | MF  | Riki Cakić (utlånad till Ljungskile SK)            |

### GIF Sundsvall
| Nr | Land      | Pos | Namn                                  |
| -- | --------- | --- | ------------------------------------- |
|    | Sverige   | A   | Johan Eklund (från Brage)             |
|    | Sverige   | MF  | Kevin Walker (from AIK)               |
|    | Sverige   | MV  | Oscar Berglund (från Helsingborgs IF) |
|    | Brasilien | MF  | Michel (inlånad från Madureira EC)    |
|    | Sverige   | F   | Marcus Danielson (från Västerås SK)   |
|    | Sverige   | MF  | Simon Helg (från Hammarby IF)         |

| Nr | Land      | Pos | Namn                                  |
| -- | --------- | --- | ------------------------------------- |
|    | Sverige   | A   | Johan Eklund (från Brage)             |
|    | Sverige   | MF  | Kevin Walker (from AIK)               |
|    | Sverige   | MV  | Oscar Berglund (från Helsingborgs IF) |
|    | Brasilien | MF  | Michel (inlånad från Madureira EC)    |
|    | Sverige   | F   | Marcus Danielson (från Västerås SK)   |
|    | Sverige   | MF  | Simon Helg (från Hammarby IF)         |

| Nr | Land    | Pos | Namn                                         |
| -- | ------- | --- | -------------------------------------------- |
|    | Mexiko  | MF  | Alexis Mendiola (fri transfer)               |
|    | Sverige | A   | Jonas Wallerstedt (fri transfer)             |
|    | Sverige | A   | Pontus Engblom (återvände från lån till AIK) |
|    | Sverige | MF  | Kevin Walker (återvände från lån till AIK)   |
|    | Gambia  | A   | Aziz Corr Nyang (till IF Brommapojkarna)     |
|    | Sverige | MF  | Pontus Silfver (till Hudiksvalls FF)         |

| Nr | Land    | Pos | Namn                                         |
| -- | ------- | --- | -------------------------------------------- |
|    | Mexiko  | MF  | Alexis Mendiola (fri transfer)               |
|    | Sverige | A   | Jonas Wallerstedt (fri transfer)             |
|    | Sverige | A   | Pontus Engblom (återvände från lån till AIK) |
|    | Sverige | MF  | Kevin Walker (återvände från lån till AIK)   |
|    | Gambia  | A   | Aziz Corr Nyang (till IF Brommapojkarna)     |
|    | Sverige | MF  | Pontus Silfver (till Hudiksvalls FF)         |

### Syrianska FC
| Nr | Land                    | Pos | Namn                                       |
| -- | ----------------------- | --- | ------------------------------------------ |
|    | Sverige                 | A   | Özgur Yasar (från Vasalunds IF)            |
|    | Sverige                 | F   | Gabriel Somi (från Örebro Syrianska IF)    |
|    | Sverige                 | MF  | Louay Chanko (från Ålborg BK)              |
|    | Sverige                 | MV  | Dejan Garača (fri transfer)                |
|    | Bosnien och Hercegovina | A   | Admir Aganović (från Neuchâtel Xamax)      |
|    | Spanien                 | MF  | Marcos Gondra Krug (från Club Portugalete) |
|    | Bosnien och Hercegovina | F   | Haris Skenderović (från Stabæk)            |
|    | Sverige                 | MF  | Yussuf Saleh (fri transfer)                |
|    | Sverige                 | A   | Lawal Ismail (från IFK Göteborg)           |
|    | Sverige                 | A   | George Mourad (från Mes Kerman)            |
|    | Kamerun                 | MF  | Matthew Mbuta (från Dinamo București)      |
|    | Norge                   | MV  | Lasse Staw (från Fredrikstad FK)           |

| Nr | Land                    | Pos | Namn                                       |
| -- | ----------------------- | --- | ------------------------------------------ |
|    | Sverige                 | A   | Özgur Yasar (från Vasalunds IF)            |
|    | Sverige                 | F   | Gabriel Somi (från Örebro Syrianska IF)    |
|    | Sverige                 | MF  | Louay Chanko (från Ålborg BK)              |
|    | Sverige                 | MV  | Dejan Garača (fri transfer)                |
|    | Bosnien och Hercegovina | A   | Admir Aganović (från Neuchâtel Xamax)      |
|    | Spanien                 | MF  | Marcos Gondra Krug (från Club Portugalete) |
|    | Bosnien och Hercegovina | F   | Haris Skenderović (från Stabæk)            |
|    | Sverige                 | MF  | Yussuf Saleh (fri transfer)                |
|    | Sverige                 | A   | Lawal Ismail (från IFK Göteborg)           |
|    | Sverige                 | A   | George Mourad (från Mes Kerman)            |
|    | Kamerun                 | MF  | Matthew Mbuta (från Dinamo București)      |
|    | Norge                   | MV  | Lasse Staw (från Fredrikstad FK)           |

| Nr | Land             | Pos | Namn                                 |
| -- | ---------------- | --- | ------------------------------------ |
|    | Sverige          | MF  | Nahir Oyal (till Djurgårdens IF)     |
|    | Nigeria          | A   | Peter Ijeh (till GAIS)               |
|    | Serbien          | F   | Ivan Ristić (slutar)                 |
|    | Palestina (stat) | MF  | Imad Zatara (till Sanat Naft Abadan) |
|    | Sverige          | F   | Erkan Saglik (fri transfer)          |
|    | Montenegro       | F   | Vuk Martinovic (fri transfer)        |
|    | Sverige          | MV  | Christian Frealdsson (fri transfer)  |
|    | Sverige          | MV  | Aday Sleyman (fri transfer)          |
|    | Senegal          | MF  | Mamadou Fofana (fri transfer)        |
|    | Sverige          | F   | Ahmet Özdemirok (fri transfer)       |
|    | Sverige          | F   | David Durmaz (till Assyriska FF)     |
|    | Sverige          | MF  | Abgar Barsom (fri transfer)          |

| Nr | Land             | Pos | Namn                                 |
| -- | ---------------- | --- | ------------------------------------ |
|    | Sverige          | MF  | Nahir Oyal (till Djurgårdens IF)     |
|    | Nigeria          | A   | Peter Ijeh (till GAIS)               |
|    | Serbien          | F   | Ivan Ristić (slutar)                 |
|    | Palestina (stat) | MF  | Imad Zatara (till Sanat Naft Abadan) |
|    | Sverige          | F   | Erkan Saglik (fri transfer)          |
|    | Montenegro       | F   | Vuk Martinovic (fri transfer)        |
|    | Sverige          | MV  | Christian Frealdsson (fri transfer)  |
|    | Sverige          | MV  | Aday Sleyman (fri transfer)          |
|    | Senegal          | MF  | Mamadou Fofana (fri transfer)        |
|    | Sverige          | F   | Ahmet Özdemirok (fri transfer)       |
|    | Sverige          | F   | David Durmaz (till Assyriska FF)     |
|    | Sverige          | MF  | Abgar Barsom (fri transfer)          |

### Åtvidabergs FF
| Nr | Land    | Pos | Namn                                         |
| -- | ------- | --- | -------------------------------------------- |
|    | Sverige | MF  | Petrit Zhubi (från FC Trollhättan)           |
|    | Sverige | F   | Tom Pettersson (från FC Trollhättan)         |
|    | Sverige | A   | Mattias Mete (från Västerås SK)              |
|    | Sverige | MF  | Tobias Nilsson (från Falkenberg)             |
|    | Kamerun | MF  | Alain Junior Ollé Ollé (från Stabæk Fotball) |
|    | Danmark | F   | Allan Arenfeldt Olesen (från IFK Mariehamn)  |
|    | Ghana   | MF  | Emmanuel Dogbé (från Medeama SC)             |

| Nr | Land    | Pos | Namn                                         |
| -- | ------- | --- | -------------------------------------------- |
|    | Sverige | MF  | Petrit Zhubi (från FC Trollhättan)           |
|    | Sverige | F   | Tom Pettersson (från FC Trollhättan)         |
|    | Sverige | A   | Mattias Mete (från Västerås SK)              |
|    | Sverige | MF  | Tobias Nilsson (från Falkenberg)             |
|    | Kamerun | MF  | Alain Junior Ollé Ollé (från Stabæk Fotball) |
|    | Danmark | F   | Allan Arenfeldt Olesen (från IFK Mariehamn)  |
|    | Ghana   | MF  | Emmanuel Dogbé (från Medeama SC)             |

| Nr | Land    | Pos | Namn                               |
| -- | ------- | --- | ---------------------------------- |
|    | Norge   | F   | Steinar Strømnes (fri transfer)    |
|    | Sverige | F   | Eric Jangholm Melin (fri transfer) |
|    | Nigeria | MF  | Prince Eboagwu (fri transfer)      |
|    | Sverige | MF  | Pontus Karlsson (fri transfer)     |
|    | Sverige | MF  | Besart Kalludja (fri transfer)     |
|    | Sverige | MF  | Axel Konradsson (fri transfer)     |
|    | Sverige | A   | Daniel Swärd (till Motala AIF)     |
|    | Serbien | MF  | Haris Radetinac (till Mjällby AIF) |
|    | Sverige | F   | Andreas Borg (till Motala AIF)     |

| Nr | Land    | Pos | Namn                               |
| -- | ------- | --- | ---------------------------------- |
|    | Norge   | F   | Steinar Strømnes (fri transfer)    |
|    | Sverige | F   | Eric Jangholm Melin (fri transfer) |
|    | Nigeria | MF  | Prince Eboagwu (fri transfer)      |
|    | Sverige | MF  | Pontus Karlsson (fri transfer)     |
|    | Sverige | MF  | Besart Kalludja (fri transfer)     |
|    | Sverige | MF  | Axel Konradsson (fri transfer)     |
|    | Sverige | A   | Daniel Swärd (till Motala AIF)     |
|    | Serbien | MF  | Haris Radetinac (till Mjällby AIF) |
|    | Sverige | F   | Andreas Borg (till Motala AIF)     |

### Örebro SK
| Nr | Land           | Pos | Namn                                    |
| -- | -------------- | --- | --------------------------------------- |
|    | Sverige        | MV  | Jonas Sandqvist (från Aalesunds FK)     |
|    | Sverige        | F   | Christoffer Wiktorsson (från Degerfors) |
|    | Sverige        | A   | Peter Samuelsson (från Degerfors)       |
|    | Kanada         | MV  | Tomer Chencinski (från VPS)             |
|    | Nordmakedonien | MF  | Armend Alimi (fri transfer)             |
|    | Brasilien      | MF  | Daniel Bamberg (från FK Haugesund)      |
|    | Sverige        | MF  | Tobias Grahn (från Mjällby AIF)         |
|    | Kosovo         | F   | Ilir Berisha (från FC Prishtina)        |
|    | Sverige        | MF  | Mohammed Saeid (från BK Forward)        |

| Nr | Land           | Pos | Namn                                    |
| -- | -------------- | --- | --------------------------------------- |
|    | Sverige        | MV  | Jonas Sandqvist (från Aalesunds FK)     |
|    | Sverige        | F   | Christoffer Wiktorsson (från Degerfors) |
|    | Sverige        | A   | Peter Samuelsson (från Degerfors)       |
|    | Kanada         | MV  | Tomer Chencinski (från VPS)             |
|    | Nordmakedonien | MF  | Armend Alimi (fri transfer)             |
|    | Brasilien      | MF  | Daniel Bamberg (från FK Haugesund)      |
|    | Sverige        | MF  | Tobias Grahn (från Mjällby AIF)         |
|    | Kosovo         | F   | Ilir Berisha (från FC Prishtina)        |
|    | Sverige        | MF  | Mohammed Saeid (från BK Forward)        |

| Nr | Land           | Pos | Namn                                                        |
| -- | -------------- | --- | ----------------------------------------------------------- |
|    | Sverige        | MV  | John Alvbåge (till IFK Göteborg)                            |
|    | Finland        | F   | Fredrik Nordback (slutar)                                   |
|    | Sverige        | MV  | Peter Rosendal (fri transfer)                               |
|    | Sverige        | A   | Simon Leonidsson (fri transfer)                             |
|    | Kongo-Kinshasa | F   | Boris Lumbana (fri transfer)                                |
|    | Sverige        | MF  | Erik Nilsson (till Degerfors)                               |
|    | Sverige        | F   | Per Johansson (till BK Forward)                             |
|    | Sverige        | MF  | Johannes Skoglund (kontrakt brutet)                         |
|    | Finland        | MF  | Riku Riski (återvände från lån till Widzew Łódź)            |
|    | Panama         | A   | Brunet Hay (återvände från lån till Sporting San Miguelito) |
|    | Sverige        | MV  | Simon Nurme (fri transfer)                                  |
|    | Sverige        | MF  | Nordin Gerzic (till IFK Göteborg)                           |

| Nr | Land           | Pos | Namn                                                        |
| -- | -------------- | --- | ----------------------------------------------------------- |
|    | Sverige        | MV  | John Alvbåge (till IFK Göteborg)                            |
|    | Finland        | F   | Fredrik Nordback (slutar)                                   |
|    | Sverige        | MV  | Peter Rosendal (fri transfer)                               |
|    | Sverige        | A   | Simon Leonidsson (fri transfer)                             |
|    | Kongo-Kinshasa | F   | Boris Lumbana (fri transfer)                                |
|    | Sverige        | MF  | Erik Nilsson (till Degerfors)                               |
|    | Sverige        | F   | Per Johansson (till BK Forward)                             |
|    | Sverige        | MF  | Johannes Skoglund (kontrakt brutet)                         |
|    | Finland        | MF  | Riku Riski (återvände från lån till Widzew Łódź)            |
|    | Panama         | A   | Brunet Hay (återvände från lån till Sporting San Miguelito) |
|    | Sverige        | MV  | Simon Nurme (fri transfer)                                  |
|    | Sverige        | MF  | Nordin Gerzic (till IFK Göteborg)                           |